# Paksy Szemere

A Rátót nemzetség címere

Pákosi Paksy Szemere (fl. 1417–1461), Tolna vármegye alispánja, földbirtokos.

## Élete
Az ősrégi kihalt Rátót nemzetségbeli nemesi pákosi Paksy család sarja. Apja Paksy László (fl. 1377–1425) mester, földbirtokos. Nagyapja Paksy Domokos (fl. 1366), földbirtokos, akinek a fivére Paksy Leusták (fl. 1348–1361), tárnokmester, szlavón bán, Somogy vármegye főispánja, földbirtokos volt. Paksy Domokosnak és Paksy Leustáknak az apai nagyapai dédapja Rátót nembeli Roland (fl. 1241–1277), aki 1247-ben országbíró, 1248 és 1260 között nádor, majd 1274 és 1275 között ismét nádor, 1277-ben pedig újra országbíró volt. 
1417-ben Zsigmond király Paksy Domokos fiainak, Lászlónak és Miklósnak, valamint János, Zemere és Olivérnek, a nevezett László fiainak és Imrének, a fenti Miklós fiának panaszára meghagyja a leleszi káptalannak, hogy vizsgálatot tartson Pazany Mátyás Gergely ellen, mivel ezek a Paksyaknak halászi jobbágyait megverték. 1419-ben Zsigmond király parancsa a leleszi káptalanhoz, mely szerint vizsgálatot rendel tartani Apostagi Domokos fia László és Miklós, László fiai János és Zemere, Miklós fia Imre panaszára azon hatalmaskodási ügyben, melyet a Kemecseyek halászi birtokukon elkövettek. Paksy Szemere 1432 és 1443 között Tolna vármegye alispánja.

## Házassága és leszármazottjai
Feleségül vette a jómódú köznemesi származású özvegy földvári Zuborné Derecskey Krisztina (fl. 1445–1475) asszonyt, akinek az apja Derecskei Pál (fl. 1400–1420) zarándi alispán, világosvári várnagy, földbirtokos volt. A menyasszonynak az apai nagyszülei Derecskei Lőrinc és Ozorai Borbála (fl. 1400) voltak. Derecskei Lőrincné Ozorai Borbálának a nagynénje Ozorai Borbála (fl. 1398–1426), akinek a férje Ozorai Pipó (1368–1426), főkincstartó, szörényi bán, nagybirtokos. Paksy Szemere és Derecskei Krisztina frigyéből született:
- Paksy Lajos (fl. 1479-1489), diósgyőri várnagy,[3] földbirtokos. Felesége: parlagi Parlaghy Lúcia (fl. 1495–1521), akinek az apja Parlaghy György (fl. 1452–1485), királyi ajtónállómester, Borsod vármegye főispánja.